# Museo Rosa Bonheur
El museo casa-taller Rosa Bonheur es un museo privado situado en el municipio de Thomery en Seine-et-Marne en el château de By que, desde 1859 y durante cuarenta años, fue la casa y el taller de la pintora y escultora Rosa Bonheur (1822-1899).

## Histórico
En 1859, Rosa Bonheur ya era una artista reconocida, que recibía muchas visitas en su estudio de París. Sin embargo deseaba un lugar en el campo donde pudiera vivir tranquila, en medio de la naturaleza y rodeada de los animales a los que amaba. Así que  adquirió el château de By, en el límite del bosque de Fontainebleau y pidió al arquitecto Jules Saulnier que construyese su taller. Rosa Bonheur tenía 37 años y estaba en el apogeo de su carrera, siendo la primera mujer francesa en comprar un castillo con el fruto de su trabajo.
Pintora de animales, Rosa Bonheur hizo acondicionar cercados para sus animales en el parque del castillo y realizó diversas transformaciones para hacer del castillo un lugar confortable. Amante de las ciencias, Bonheur fue de las primeras en instalar la electricidad en el castillo e hizo construir un amplio taller de estilo neogótico encontrando finalmente el espacio y la luz que necesitaba para trabajar. El taller es representativo de cómo eran los talleres de los pintores de gran renombre del siglo XIX. 

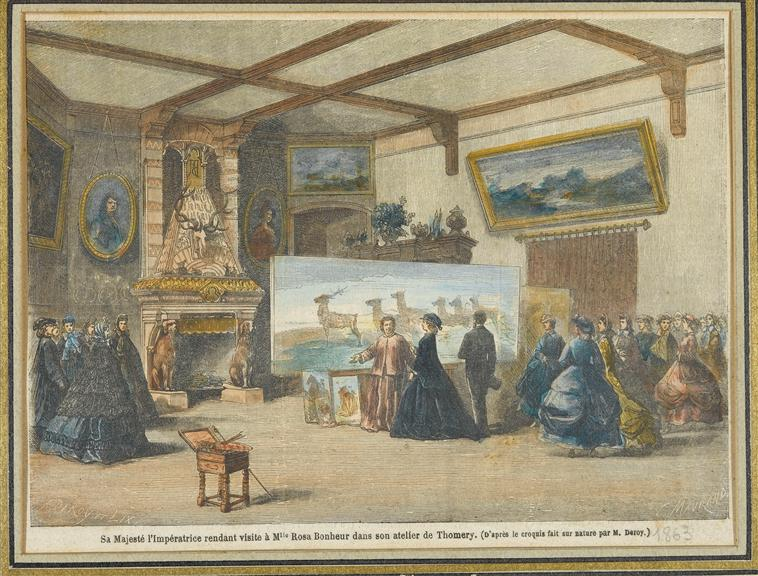
La emperatriz Eugenia de Montijo visita el estudio de Rosa Bonheur en Thomery, en 1863. Litografía de Frédéric Lix y Auguste Victor Deroy.

Entre sus muros la emperatriz Eugenia de Montijo le otorgó la Legión de Honor en 1865, siendo la primera mujer artista en recibir esa distinción. Para esa ocasión, Georges Bizet le compuso una oda; la partitura se puede ver en la oficina del artista en By. Buffalo Bill donó un disfraz de sioux a la artista, que se exhibe en el museo. Cuando Rosa Bonheur murió en 1899, la pintora estadounidense Anna Elizabeth Klumpke, su heredera, se convirtió en propietaria del lugar, cuyo estudio abrió al público en 1909.
La propiedad fue comprada por Katherine Brault a los descendientes de Anna Klumpke en septiembre de 2017. Un proyecto de casa de huéspedes se anexó al museo. El museo-taller y el edificio que lo alberga se encuentra entre los ganadores de las ayudas de la Loto du patrimoine.

## Colecciones
El museo casa-taller Rosa Bonheur contiene principalmente objetos de la vida cotidiana de la artista, habiendo permanecido inalterable desde su muerte en 1899. Sus obras se encuentran dispersas en varios museos alrededor del mundo, como el Museo d'Orsay, Museo Metropolitano de Arte o el Museo del Prado, entre otros. Desde 2011 es reconocida con la etiqueta  «Maisons des illustres».